# Dakar (Tel Aviv)
Dakar (hebrejsky: דקר, nazýváno též Jafo Alef, 'יפו א, , doslova Jaffa A) je čtvrť v jihozápadní části Tel Avivu v Izraeli. Je součástí správního obvodu Rova 7 (Jaffa).

## Geografie
Leží na jihozápadním okraji Tel Avivu, 1,5 kilometru od pobřeží Středozemního moře a od historického jádra Jaffy, v nadmořské výšce okolo 20 metrů.

## Popis čtvrti
Čtvrť volně vymezují na severu ulice Nes la-Gojim, na východě ulice Heinrich Heine, na jihu Ed Koch a na západě Sderot Jerušalajim. Na východě sousedí se čtvrtí Neve Ofer, na západ odtud leží čtvrť Cahalon, na jihozápadě Šikunej Chisachon, na jihu Giv'at ha-Temarim. Po východním okraji čtvrti probíhá těleso dálnice číslo 20. Na severovýchodě čtvrti leží stadion bývalého fotbalového klubu Maccabi Jaffa F.C. Zástavba má charakter husté městské výstavby.